# Heriades ornaticornis
Heriades ornaticornis là một loài Hymenoptera trong họ Megachilidae. Loài này được Cockerell mô tả khoa học năm 1936.